# Phonak (wielerploeg)/2005
Deze pagina toont de renners en de resultaten van de Zwitserse wielerploeg Phonak Hearing Systems in het jaar 2005.

## Renners
| Naam                           | Geboortedatum | Nationaliteit    | Ploeg 2004                                 |
| ------------------------------ | ------------- | ---------------- | ------------------------------------------ |
| Niki Aebersold                 | 05-07-1972    | Zwitserland      |                                            |
| Santiago Botero                | 27-10-1972    | Colombia         | T-Mobile Team                              |
| Aurélien Clerc                 | 26-08-1979    | Zwitserland      | Quick Step-Davitamon                       |
| Martin Elmiger                 | 23-09-1978    | Zwitserland      |                                            |
| Santos González                | 17-12-1973    | Spanje           |                                            |
| Bert Grabsch                   | 19-06-1975    | Duitsland        |                                            |
| Ignacio Gutiérrez Cataluña     | 01-12-1977    | Spanje           | Kelme-Costa Blanca (2003)                  |
| José Enrique Gutiérrez         | 18-06-1974    | Spanje           |                                            |
| Robert Hunter                  | 22-04-1977    | Zuid-Afrika      | Rabobank                                   |
| Nicolas Jalabert               | 13-04-1973    | Frankrijk        |                                            |
| Floyd Landis                   | 14-10-1975    | Verenigde Staten | US Postal Service Presented By Berry Floor |
| Miguel Ángel Martín Perdiguero | 14-10-1972    | Spanje           | Saunier Duval-Prodir                       |
| Alexandre Moos                 | 22-12-1972    | Zwitserland      |                                            |
| Uroš Murn                      | 09-02-1975    | Slovenië         |                                            |
| Tomaž Nose                     | 21-04-1982    | Slovenië         |                                            |
| Víctor Hugo Peña               | 10-07-1974    | Colombia         | US Postal Service Presented By Berry Floor |
| Óscar Pereiro                  | 03-08-1977    | Spanje           |                                            |
| Viktar Rapinski                | 17-06-1981    | Wit-Rusland      | Navigators Insurance Cycling Team          |
| Grégory Rast                   | 17-01-1980    | Zwitserland      |                                            |
| Daniel Schnider                | 20-11-1973    | Zwitserland      |                                            |
| Johann Tschopp                 | 01-07-1982    | Zwitserland      |                                            |
| Sascha Urweider                | 18-09-1980    | Zwitserland      |                                            |
| Tadej Valjavec                 | 14-03-1977    | Slovenië         |                                            |
| Steve Zampieri                 | 04-06-1977    | Zwitserland      | Vini Caldirola-Nobili Rubinetterie         |

## Overwinningen
| - Doha International GP Winnaar: Robert Hunter - Ronde van de Middellandse Zee 5e etappe: Robert Hunter - Catalaanse Week 1e etappe: Uroš Murn 4e etappe: Robert Hunter - Ronde van Georgia 1e etappe: Robert Hunter 3e etappe: Floyd Landis | - Ronde van Romandië Proloog: Óscar Pereiro 5e etappe: Santiago Botero Eindklassement: Santiago Botero - Ronde van Catalonië 1e etappe: Ploegentijdrit - Critérium du Dauphiné Libéré 3e etappe: Santiago Botero 6e etappe: Santiago Botero - GP Kanton Aargau Winnaar: Alexandre Moos | - Nationale kampioenschappen Zwitserland (weg): Martin Elmiger - Ronde van Frankrijk 16e etappe: Óscar Pereiro - Ronde van Oostenrijk 6e etappe: Fabrizio Guidi - Rund um die Hainleite Winnaar: Bert Grabsch |

Bouygues Télécom · Cofidis, Le Crédit par Téléphone · Crédit Agricole · Team CSC · Davitamon - Lotto · Discovery Channel Pro Cycling Team · Domina Vacanze · Euskaltel - Euskadi · Fassa Bortolo · La Française des Jeux · Team Gerolsteiner · Illes Balears - Caisse D'Espargne · Lampre - Caffita · Liberty Seguros - Würth Team · Liquigas - Bianchi · Phonak Hearing Systems · Quick Step - Innergetic · Rabobank · Saunier Duval - Prodir · T-Mobile Team
2000 · 
2001 · 
2002 · 
2003 · 
2004 · 
2005 · 
2006